# Усач Олександр Андрійович
Усач Олександр Андрійович («Лис», «64»; 1922(1919), с. Балашівка, Березнівський район, Рівненська область — 8 липня 1955, с. Сушки Коростенський район, Житомирська область) — лицар Бронзового хреста заслуги УПА.

## Життєпис
Командир кущової боївки ОУН Ковельського районного проводу ОУН (1944—1945), охоронець члена Житомирського окружного проводу ОУН Володимира Кудри — «Романа» (1945—1955).
Загинув разом із Володимиром Кудрею в сутичці з чекістсько-військовою групою, яка стала останнім боєм УПА на Житомирщині.

## Нагороди
- Згідно з Наказом Головного військового штабу УПА ч. 1/52 від 20.06.1952 р. охоронець Житомирського окружного проводу ОУН Олександр Усач — «Лис» нагороджений Бронзовим хрестом заслуги УПА.

## Вшанування пам'яті
- 22.08.2018 р. від імені Координаційної ради з вшанування пам'яті нагороджених Лицарів ОУН і УПА у с. Зоря Рівненського р-ну Рівненської обл. Бронзовий хрест заслуги УПА (№ 059) переданий Галині Усенко, сестрі Олександра Усача — «Лиса».